# Ono Tadashige
Ono Tadashige (japanisch 小野 忠重; 19. Januar 1909 in Mukōjima, Sumida, Tokio – 17. Oktober 1990) war ein japanischer Holzschnitt-Künstler und Verfasser von Werken zur Holzschnitt-Kunst.

## Leben und Werk
Ono wurde in Mukōjima, als Sohn eines Betreibers eins Lebensmittelgeschäfts  geboren. Ab 1921 besuchte er die Waseda-Gewerbeschule. 1924 schloss er sich der Künstlergruppe Tsutahara-kai (蒼原会) an, die sich auf Aquarelle spezialisiert hatte. Er studierte dann unter Okada Saburōsuke am Hongō-Institut für Malerei (本郷絵画研究所, Hongō kaiga kenkyūsho). Nach seinem Abschluss an der Waseda arbeitete er im Unternehmen der Familie, daneben betätigte er sich weiter als Künstler. 1929 beteiligte er sich an der Ausstellung der Vereinigung proletarische Künstler (日本プロレタリア美術家同盟, Nihon puroretaria bijutsuka dōmei) und begann mit der Herstellung von Holzschnitten, meist in kleinem Format und monochrome. Mit Fujimaki  Yoshio und anderen gründete er 1932 die Neue Holzschnitt-Gruppe (新版画集団, Shin hanga shūdan). 1941 gründete er den Verlag Sōrin-sha (双林舎), mit dem er Bücher zum Holzschnitt publizierte.
Nach dem Zweiten Weltkrieg arbeitete er kurze Zeit als Lehrer in Tsuyama. Nach seiner Rückkehr nach Tokio arbeitete er wieder als Verleger, entwickelte daneben einen eigenen Stil des Farbholzschnittes auf schwarzem Untergrund (印刻多色刷り木版, inkoku tashoku-zuri mokuhan), der sein ganzes späteres Werk prägte.
1956 fand Onos erste Einzelausstellung statt. 1961 erhielt er eine Einladung zur Teilnahmen an der ersten Ausstellung japanischer Holzschnitte der Gegenwart.   1963 wurde er als Lektor an der Abteilung  Holzschnittkunst an die Kunsthochschule Tokio berufen. 1976 erhielt er die Ehrenmedaille am Violetten Band.
Onos Wohnhaus wurde 1994 als „Ono-Holzschnittmuseum“ (小野忠重版画館, Ono Tadashige Hanga-kan) eröffnet.